# 河北省冀中公安局
河北省冀中公安局是主管河北省华北油田地区公共安全工作的河北省公安厅派出机构及华北石油管理局工作部门，是华北油田地区公安机关人民警察的管理领导机关。

## 历史沿革
冀中公安局位于河北省华北油田地区，其前身最早可追溯到1976年华北石油大会战时期的石油会战指挥部保卫处。在1986年成立华北石油管理局后，改制为华北油田公安处。2001年，原华北油田公安处改制为冀中公安局，隶属于河北省公安厅，日常党务工作接受河北省公安厅及华北油田公司双重领导。

## 行政管辖
冀中公安局有地级市公安机关执法权限，具有刑事案件侦查、经济案件侦查、治安案件查处、国内安全保卫、治安管理、交通管理、消防监督管理，公共信息网络管理、出入境管理等刑事司法和行政管理职责以及23个独立矿区25万常住人口的公安保卫任务。 河北省管辖范围涉及沧州市、廊坊市、保定市、衡水市、石家庄市、邢台市等6市28县（市），并承担其境内的华北油田勘探开发建设、原油集输生产、石油炼化加工以及23个独立矿区25万常住人口的公安保卫任务，是具有广泛社会管理职能、又有行业特点的直属公安局，在中国石油系统改制公安机关中职能权限最全，为华北油田地区稳定发展、健康发展、和谐发展提供了强有力的保障条件。